# فرانسس دو مکانیک
فرانسس دو مکانیک (به فرانسوی: Française de mécanique) یک شرکت فرانسوی متخصص در زمینه تولید انبوه موتور خودرو است. این شرکت در سال ۱۹۶۹ به‌طور مشترک توسط رنو و پژو ایجاد شد و هرکدام سهمی ۵۰ درصدی از آن داشتند. فرانسس دو مکانیک از سال ۲۰۱۳ به‌طور کامل تحت اختیار پژو-سیتروئن درآمده‌است. تولیدات این شرکت در سال ۲۰۰۶، پنج درصد از کل تولیدات موتور خودروهای سواری در جهان یا معادل ۱/۶ میلیون موتور را دربرگرفت. این شرکت حدود ۳ هزار نفر نیرو دارد.